# 過失犯
過失犯（かしつはん、 Fahrlässigkeitsdelikt ）とは過失を成立要件とする犯罪のこと。
過失 ( Fahrlässigkeit ) とは、ある事実を認識・予見することができたにもかかわらず、注意を怠って認識・予見しなかった心理状態、あるいは結果の回避が可能だったにもかかわらず、回避するための行為を怠ったことと定義されるが、前者の主観的な予見可能性を重視するか、後者の客観的な結果回避義務違反を重視するかなど、過失の具体的な内容については、多様な解釈論が展開されている。
- 刑法は、以下で条数のみ記載する。

## 過失犯の歴史
日本では、徳川吉宗が江戸幕府の将軍になるまでは車や牛馬で人を誤って死傷させても刑事罰の対象とはならなかった。吉宗が将軍になると、「御定書百箇条」で過失でも人を死亡させた場合、一律に流罪にするという厳罰化がなされた。その後さらに厳罰化され、事故のいきさつによっては人を死亡させた場合、車を牽いていた者には死刑が科される例も出てくるようになった。この死刑は殺人に対する死刑よりも重く、首を斬られたのち、胴は試し斬りの材料となり挙句の果てには全財産没収という厳しいものであった。

## 日本における過失犯処罰規定
日本の刑法では「罪を犯す意思がない行為は、罰しない。ただし、法律に特別の規定がある場合は、この限りでない。」（38条1項）として、過失犯（過失を成立要件とする犯罪）の処罰は法律に以下のような「特別の規定」があるときにのみ例外的に行うとされている。
日本の現行の刑法典で規定されている過失犯の類型としては次のものがある。
- 過失傷害罪（209条）・過失致死罪（210条）・ - 注意を怠り人を死傷させた者。過失傷害罪は親告罪である。
- 業務上過失致死傷罪・重過失致死傷罪（211条1項） - 業務上必要な注意を怠り人を死傷させた者。
- 失火罪（116条）
- 過失激発物破裂罪（117条2項）
- 業務上失火等罪（117条の2）
- 過失建造物等浸害罪（122条）
- 過失往来危険罪・業務上過失往来危険罪（129条）

特別刑法における過失犯で主なものを列挙。
- 過失運転致死傷罪（自動車運転死傷行為処罰法） - 刑法の業務上過失致死傷罪、のちの自動車運転過失致死傷罪から同法律に規定が移されたもの。自動車の運転上必要な注意を怠り、人を死傷させた者。過失致死傷罪の特別類型でもある。なお、飲酒運転などによる死傷事故などについては、危険運転致死傷罪により、危険運転を故意の基本犯とし結果人を死傷させた結果的加重犯として処罰されるようになった。

刑法典以外にも過失犯処罰規定を置く法律は多いが、なかでも道路交通法に多くみられる。

## 過失犯の構造論
犯罪論における過失とは注意義務に違反する不注意な消極的反規範的人格態度と解するのが通説であるが、過失犯の構造については議論がある。
犯罪についてどのような理論体系（犯罪論）を想定するのが適当かは法令等によって一義的に規定されているわけではなく、解釈ないし法律的議論によって決すべき問題であり、過失犯の理論体系についても同様である。過失犯の構造について、以前は、結果の予見可能性を重視する旧過失論が支配的であったが、現在では客観的な結果回避義務違反を重視する新過失論が通説となっている。

### 旧過失論
旧過失論（きゅうかしつろん）とは主観的な予見可能性が過失の本質であるとする見解である。
旧過失論は、(1)基本的には実行行為・結果・因果関係という客観的要件があれば構成要件に該当し、主観的構成要件要素は要求されないという犯罪論体系を前提としていた。したがって、過失の有無は構成要件該当性には影響しないと解する。(2)また、違法性の本質は客観的な法益侵害そのものであるという結果無価値論をとり、故意犯も過失犯も客観的な法益侵害を生じさせたという点で違法性には何ら変わりないと解する。(3)このように構成要件に該当し、違法性を充足した上で、責任の判断において初めて過失の有無が判断されるとする。
そして、過失の判断については結果を予見することができたのに予見しなかったという心理状態（予見可能性・予見義務違反）があれば過失が成立するとされる。

### 旧過失論への批判
しかし、(3)旧過失論が前提としていた犯罪論体系は殺人罪と過失致死罪は構成要件レベルでは同一であると解することになるなど、構成要件段階での犯罪・非犯罪区別機能に乏しい点で自由保障の見地から問題がある、(2)結果的な法益侵害をもって当然に違法性が充足されるとする点は、現代社会で医療・運転など危険であるが有用な行為が増加するに伴って、これらの行為が違法であるというのでは、行為者に酷で社会生活上も支障があり、行為無価値論（あるいは行為無価値論結果無価値論折衷説）の見地からは、社会的に相当な行為をしているならたとえ何らかの事情で結果を生じさせても、処罰すべきでないとの批判がなされるに至った。
さらに、過失の内容については、行為無価値論の見地から、具体的予見可能性を前提とした具体的予見義務違反のほか、一般人を基準とした結果回避義務違反もあってはじめて、社会的相当性を逸脱した過失があるとすべきとの批判もなされるに至った。そこで、新過失論と呼ばれる理論体系が提唱されるに至った。

### 新過失論
新過失論（しんかしつろん）とは客観的な結果回避義務違反が過失の本質であるとする見解である。
新過失論は、(1)基本的には、構成要件は違法・有責類型であって、構成要件に該当する以上、違法阻却事由・責任阻却事由がない限り違法・有責な行為として犯罪が成立するという犯罪論の体系を前提としている。したがって、過失の判断も構成要件の中に取り込まれることとなる。(2)また、違法性の本質について、行為無価値論（あるいは通説的な見解である行為無価値論結果無価値論折衷説）を採るため、構成要件において行為の態様も問題とすべき、つまり社会的に相当な行為は構成要件該当性がないとすべきだと考える。(3)以上を前提に、過失は構成要件・違法・責任の各段階で考えるべきであるとする。つまり、構成要件段階では主観的要素として構成要件的過失が必要であり、違法段階では違法過失が必要であり、責任段階では責任過失が必要とする（ただし、実際上、違法過失はあまり問題とならない）。
そして、構成要件的過失（注意義務違反）の内容としては、具体的予見可能性を前提とした具体的予見義務違反（純粋な内心の問題）のほか、結果回避義務違反（行為的問題）もあってはじめて、構成要件的過失があるとすべきだと主張する（「具体的予見」の根拠については後述）。
このように、結果回避義務違反行為を実行行為ととらえることで、過失犯でも実行行為概念を想定することができ、故意犯での理論体系と整合性がとれるとも主張される。
なお、構成要件的過失における注意義務は、抽象的な一般人の注意能力を標準とした客観的注意義務（客観説）とするのが判例・通説であり、責任過失における注意義務は、本人の能力を標準とした主観的注意義務とする説（主観説）が有力である（ただし、厳格責任説の立場から、責任過失の概念を認めない説もある）。

### 危惧感説
新過失論は客観的な結果回避義務違反（社会的相当性からの逸脱）を重視するため、相対的に主観的な予見可能性には重点が置かれないことになるが、それでも、漠然たる不安感・危惧感では足りず、ある程度の具体的な予見可能性は必要であることを前提としていた。
これに対して、危惧感説（きぐかんせつ）や新々過失論（しんしんかしつろん）と呼ばれる考え方は、社会的に不相当な行為をした以上、何らかの危険があるかもしれないという漠然とした不安感・危惧感がありさえすれば過失犯は成立するとする。
このような考え方は、公害事件や薬害事件のような未知の分野について、広く過失犯の責任を問うべきであるという動きとともに提唱された。しかし、これは、結果的に予見可能性の要件を否定することになり、責任主義に反するとの批判があり、現在では支持されていない。

### 過失の具体的判断過程
以上を整理すると、通説的な見解によれば、構成要件的過失の要件は
- 犯罪事実の表象・認容が欠如すること（故意ではないこと）
- 結果を実現したことについての客観的注意義務違反
  - （具体的）予見可能性
  - 結果予見義務違反
  - 結果回避義務違反

となる。結果回避義務違反の前提として結果回避可能性を要求する場合もあり、これも正当な見解といえる。
これを具体的に説明すると、以下のようになる。
まず、一般人の見地から予見可能性の有無が判断される。例えば、犬を連れて散歩中に、犬が突然暴れだして他人に襲い掛かり他人に怪我をさせる可能性があるか、車を運転中に幼稚園の門から子供が飛び出してきて衝突事故が起きる可能性があるかなどである。
予見可能性があると判定されれば、ほぼ無条件で予見義務違反があるとされる（多くの場合、予見可能性があるかが議論の中心であり、予見義務違反の有無はあまり問題とならない。犬が暴れだす可能性、子供が飛び出す可能性を認識していた場合でも、予見義務違反が否定されるわけではない）。
他方、予見可能性があると判定されれば、結果回避義務が生じるとされる。結果回避義務とは、例えば、犬が暴れても他人に襲い掛かれないように、ひもを両手でしっかり握り、かつ他人とは一定の距離をとる義務や、人が急に飛び出しても急に止まれるように、速度を落としておく義務である。予見可能であった突発事象が生じた場合でも結果が生じないように安全な状態にしておく（安全策を講じておく）義務がある。このような義務に反し、ひもを片手で緩やかに持っていたにすぎない場合や、幼稚園の門の直前を時速50kmで走っていた場合は、結果回避義務違反行為となる。
ただし、これは結果回避可能性があることが前提とされる。例えば、散歩中に通り魔に襲われて、手綱のひもを切られた場合は犬を安全な状態にできない。また、誰かが車のブレーキに時限細工をして速度を落とせないようにしていた場合は速度を落とすことができない（結果回避義務を履行できない）。このような場合は結果回避義務違反行為にはならない

### 許された危険、信頼の原則
新過失論が具体化された法理として、許された危険や信頼の原則がある。
なお、信頼の原則は、予見可能性の範囲を限定するものか、結果回避義務（結果回避義務違反）の範囲を限定するものか争いがある。具体的には、行為者自らが違反をしているときに信頼の原則が適用される余地があるかという違いが生じる。予見可能性・予見義務の認定基準と解すと、原則として自己の違反は事故発生の危険を増大させない以上、適用される余地があるとされるが、結果回避義務の認定基準と解すると、クリーンハンズ的見地から、違反者には適用されないとされる。

### 認識ある過失
認識ある過失 ( bewusste Fahrlässigkeit, luxuria ) とは、通説では、違法・有害な結果発生の可能性を予測しているが、その結果が発生しないであろうと軽信することをいう。例えば、「自動車運転中、道路脇を走行中の自転車に接触するかもしれないと思いつつも、充分な道路幅があるので、自転車に接触することはない。」と思うような場合である。ここで、違法・有害な結果発生の可能性の予測すらない場合は、認識なき過失 ( unbewusste Fahrlässigkeit, negligentia ) とされる。いずれも、故意は認定されず、過失が認定されるにすぎない。
もっとも、認識ある過失も、結果を予見していないという点では認識なき過失と異ならないとして、認識ある過失と認識なき過失の区別の実益に疑問を持つ見解もある。
認識ある過失に似て非なるものとして、違法・有害な結果発生の可能性を予測しつつ、その結果発生を容認してしまうことを「未必の故意 ( Eventualvorsatz ) 」という。例えば、「自動車運転中、道路脇を走行中の自転車に接触するかもしれないと思いつつ、接触しても仕方がない。」と思うような場合である。

### 重過失
刑法上、重大な過失（重過失）が構成要件とされている例がある。重過失とは、結果の予見が極めて容易な場合や、著しい注意義務違反のための結果を予見・回避しなかった場合をいう。
重過失と単なる過失（軽過失）の別は一概に定めることはできず、具体的事例、例えば、責任主体の職業・地位、事故の発生状況等に照らして判断する必要がある。
重過失失火罪
失火罪又は激発物破裂罪の行為が重大な過失によるときは、3年以下の禁錮又は150万円以下の罰金に処する（刑法117条の2）。
重過失致死傷罪
重大な過失により人を死傷させた者は、5年以下の懲役若しくは禁錮又は100万円以下の罰金に処する（刑法211条後段）。

### 業務上の過失
刑法上、業務上の過失が構成要件とされている例がある。
業務とは、本来人が社会生活上の地位に基づき反復継続して行う行為をいい、かつその行為は他人の身体生命等に危害を加えるおそれのあるものであることを必要とするとされる（最高裁昭和33年4月18日判決・刑集12巻6号1090頁）。
業務上失火罪、業務上過失激発物破裂罪
失火罪又は激発物破裂罪の行為が業務上必要な注意を怠ったことによるときは、3年以下の禁錮又は150万円以下の罰金に処する（刑法117条の2）。
業務上過失致傷罪
業務上必要な注意を怠り、よって人を死傷させた者は、5年以下の懲役若しくは禁錮又は100万円以下の罰金に処する（刑法211条前段）。
業務上過失往来危険・業務上過失汽車転覆等
業務上の過失により汽車、電車、もしくは艦船の往来の危険を生じさせ、または汽車もしくは電車を転覆させ、もしくは破壊し、もしくは艦船を転覆させ、沈没させ、もしくは破壊した者は3年以下の禁錮または50万円以下の罰金に処せられる。(刑法129条2項)